# CHOAM
La C.H.O.A.M. es una organización ficticia del universo de Dune de Frank Herbert.

## Economía de un imperio galáctico
Las siglas CHOAM, representan Combine Honnete Ober Advancer Mercantiles, es la organización económica predominante en el imperio creada un poco después de la Batalla de Corrin, y siguiendo hasta los tiempos después del imperio de Leto II, y está al parecer encargada de inversiones, decisiones financieras, y regulaciones comerciales, en fin, algo así como Wall Street y la Reserva Federal puestas juntas.

### Más sobre CHOAM, poder y dinero
En la historia de Dune, CHOAM al parecer dispone de poder para fijar el precio de recursos, inversiones, de los valores económicos de un Señorío Planetario, y se encarga de supervisar las tarifas por transporte y producción, lo que la haría un importante aliado de la Cofradía Espacial aunque esto no es muy claro: en Dune, la novela original, se menciona que el emperador tiene inversiones con CHOAM megamillonarias, capacidad para dictar jueces mercantiles, directorios y señoríos. Cuando Paul Atreides lo vence, estos poderes pasan a sus manos y, al mismo tiempo, las Grandes Casas también invierten. Las Bene Gesserit y la ya mencionada Cofradía Espacial son miembros honorarios silenciosos. Los Tleilaxu e Ix también son miembros.
- Datos: Q900751